# 10 de janeiro
10 de janeiro é o 10.º dia do ano no calendário gregoriano. Faltam 355 dias para acabar o ano (356 em anos bissextos).

## Eventos históricos

1863: Inauguração do metropolitano de Londres.

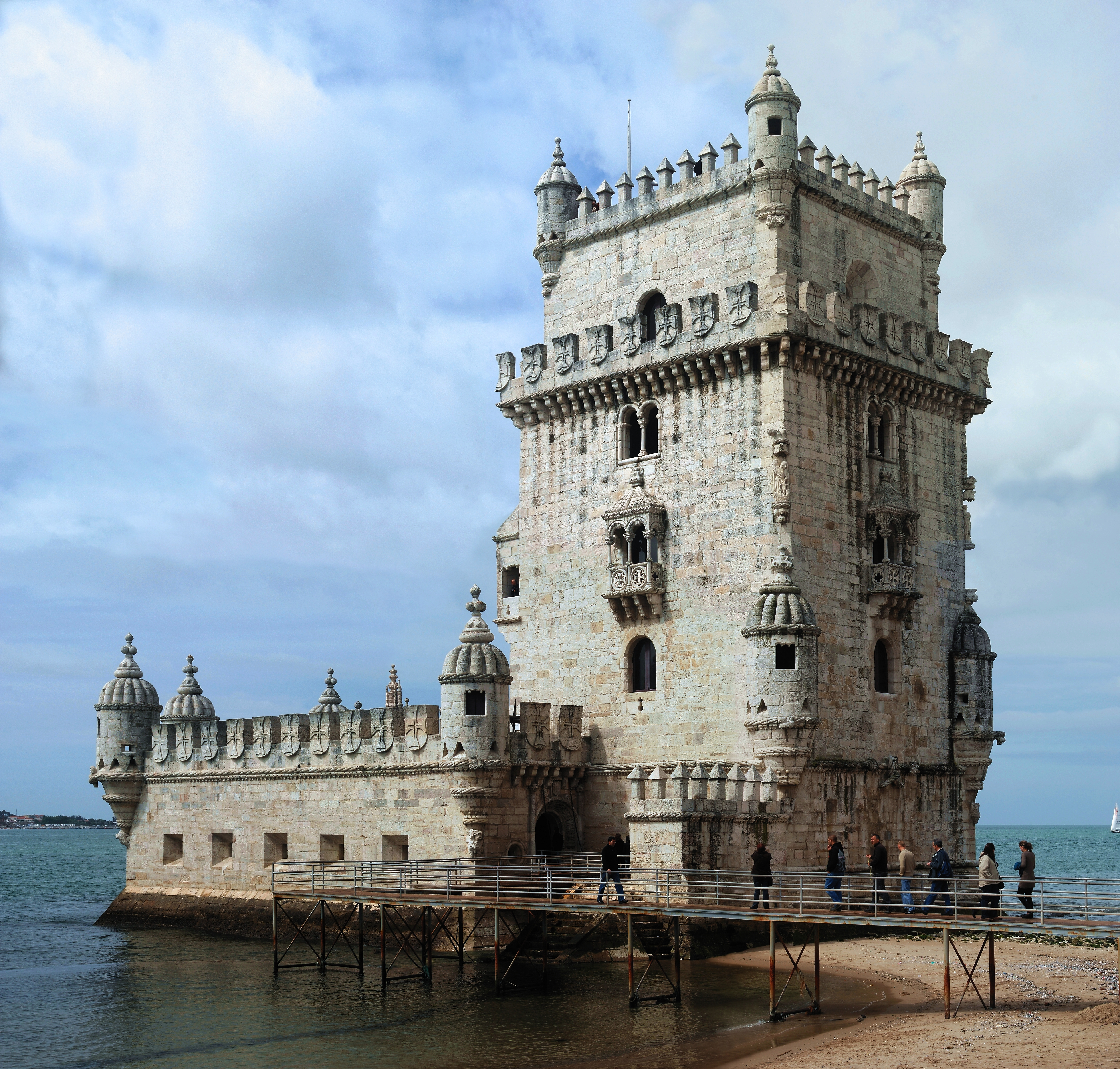
1907: Torre de Belém, Monumento Nacional.

- 49 a.C. — O então ex-governador da Gália Júlio César e sua XIII Legião Gemina atravessam o rio Rubicão, desencadeando a Segunda Guerra Civil da República Romana, contra os optimates, liderados por Pompeu Magno.
- 09 d.C. — Termina a dinastia Han Ocidental da China quando Wang Mang afirma que o Mandato do céu exigiu o fim desta dinastia e o início da dele, a dinastia Xin.
- 0069 — Lúcio Calpúrnio Pisão Liciniano é nomeado por Galba como vice-imperador romano.
- 0236 — Eleito o Papa Fabiano, 20º papa.
- 1072 — Roberto de Altavila conquista Palermo na Sicília para os normandos.
- 1403 — Jean de Bettencourt recebe dos reis de Espanha o senhorio das ilhas Canárias, autointitulando-se rei.
- 1430 — Filipe III de Borgonha, cria a Ordem do Tosão de Ouro, a mais prestigiada, exclusiva e cara Ordem de Cavalaria do mundo.
- 1645 — O arcebispo William Laud é decapitado por traição na Torre de Londres.
- 1776 — Guerra de Independência dos Estados Unidos: Thomas Paine publica seu panfleto Common Sense.
- 1861 — Guerra Civil Americana: a Flórida se torna o terceiro estado estadunidense a se separar da União.
- 1863 — Inauguração do trecho entre Paddington e Farringdon da Metropolitan Railway, a ferrovia mais antiga do mundo, marcando o início do metropolitano de Londres.
- 1870 — John D. Rockefeller incorpora a Standard Oil Company.
- 1875 — Fundação do Partido Socialista Português.
- 1901 — O primeiro grande poço de petróleo do Texas é descoberto em Spindletop em Beaumont, Texas.[1]
- 1907 — Classificação da Torre de Belém como Monumento Nacional em Portugal.
- 1912 — Bombardeio da cidade de Salvador, realizado sob ordens do presidente brasileiro Hermes da Fonseca com o objetivo de forçar a renúncia de Aurélio Viana, então governador da Bahia.
- 1916 — Primeira Guerra Mundial: na Ofensiva de Erzurum, a Rússia derrota o Império Otomano.
- 1917 — Expedição Transantártica Imperial: Sete sobreviventes do grupo do Mar de Ross foram resgatados depois de ficarem presos por vários meses.[2]
- 1920 — Encerrada oficialmente a Primeira Guerra Mundial com a entrada em vigor do Tratado de Versalhes.
- 1923 — Intervenção federal no Rio de Janeiro, instalando o interventor Aurelino Leal na chefia do poder executivo estadual.
- 1927 — Lançamento na Alemanha do filme futurista de Fritz Lang, Metrópolis.
- 1939 — Criação do Parque Nacional do Iguaçu, Brasil.
- 1941 — Segunda Guerra Mundial: o exército grego captura Kleisoura.[3]
- 1946
  - Acontece em Londres a primeira Assembleia Geral das Nações Unidas. Cinquenta e uma nações estão representadas.
  - Signal Corps do Exército dos Estados Unidos conduz com sucesso o Projeto Diana, lançando ondas eletromagnéticas na direção da Lua e recebendo os sinais refletidos.
- 1954 — O voo BOAC 781, um de Havilland DH.106 Comet, explode e cai no mar Tirreno, matando 35 pessoas.
- 1962 — Programa Apollo: a NASA anuncia planos para construir o veículo de lançamento do foguete C-5, que ficou conhecido como o foguete Saturno V Lunar, que lançou todas as missões Apollo Lunar.
- 1966 — Declaração de Tashkent, um acordo de paz assinado entre a Índia e o Paquistão termina com a Guerra Indo-Paquistanesa de 1965.
- 1972 — Sheikh Mujibur Rahman retorna a recém-independente Bangladesh como presidente depois de passar mais de nove meses na prisão no Paquistão.
- 1980 — O New England Journal of Medicine publica a carta "Vício Raro em Pacientes Tratados com Narcóticos", que mais tarde é mal utilizada para minimizar o risco geral de dependência de opióides.
- 1981 — Guerra Civil de El Salvador: a FMLN lança sua primeira grande ofensiva, ganhando o controle da maioria dos departamentos de Morazán e Chalatenango.
- 1984 — Relações entre Estados Unidos e Santa Sé: os Estados Unidos (país cuja população é em sua maioria protestante) e a Santa Sé (Cidade do Vaticano) restabelecem relações diplomáticas plenas após quase 117 anos, derrubando a proibição do Congresso dos Estados Unidos de 1867 de financiamento público para tal enviado diplomático.
- 1985 — O sandinista Daniel Ortega torna-se presidente da Nicarágua e promete continuar a transformação para o socialismo e a aliança com a União Soviética e Cuba; a política estadunidense continua apoiando os Contras em sua revolta contra o governo da Nicarágua.
- 1990 — Formação da Time Warner pela fusão da Time Inc. com a Warner Communications.
- 1993 — Declaração da República da Chechênia.
- 1994 — Criação da União Econômica e Monetária do Oeste Africano.
- 2000 — Voo Crossair 498, um avião Saab 340, cai em Niederhasli, Suíça, depois de decolar do Aeroporto de Zurique, matando 13 pessoas.
- 2007 — Uma greve geral começa na Guiné na tentativa de fazer com que o presidente Lansana Conté renuncie.[4]
- 2013 — Mais de 100 pessoas são mortas e 270 feridas em várias explosões de bombas na área de Quetta, no Paquistão.[5]

## Nascimentos

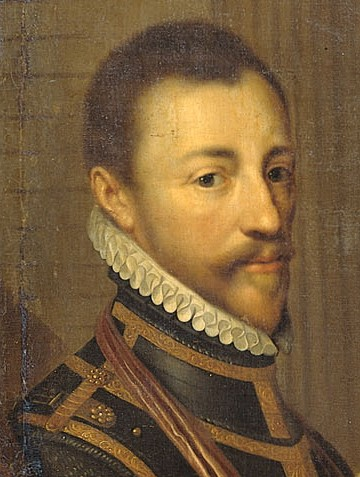
Luís de Nassau

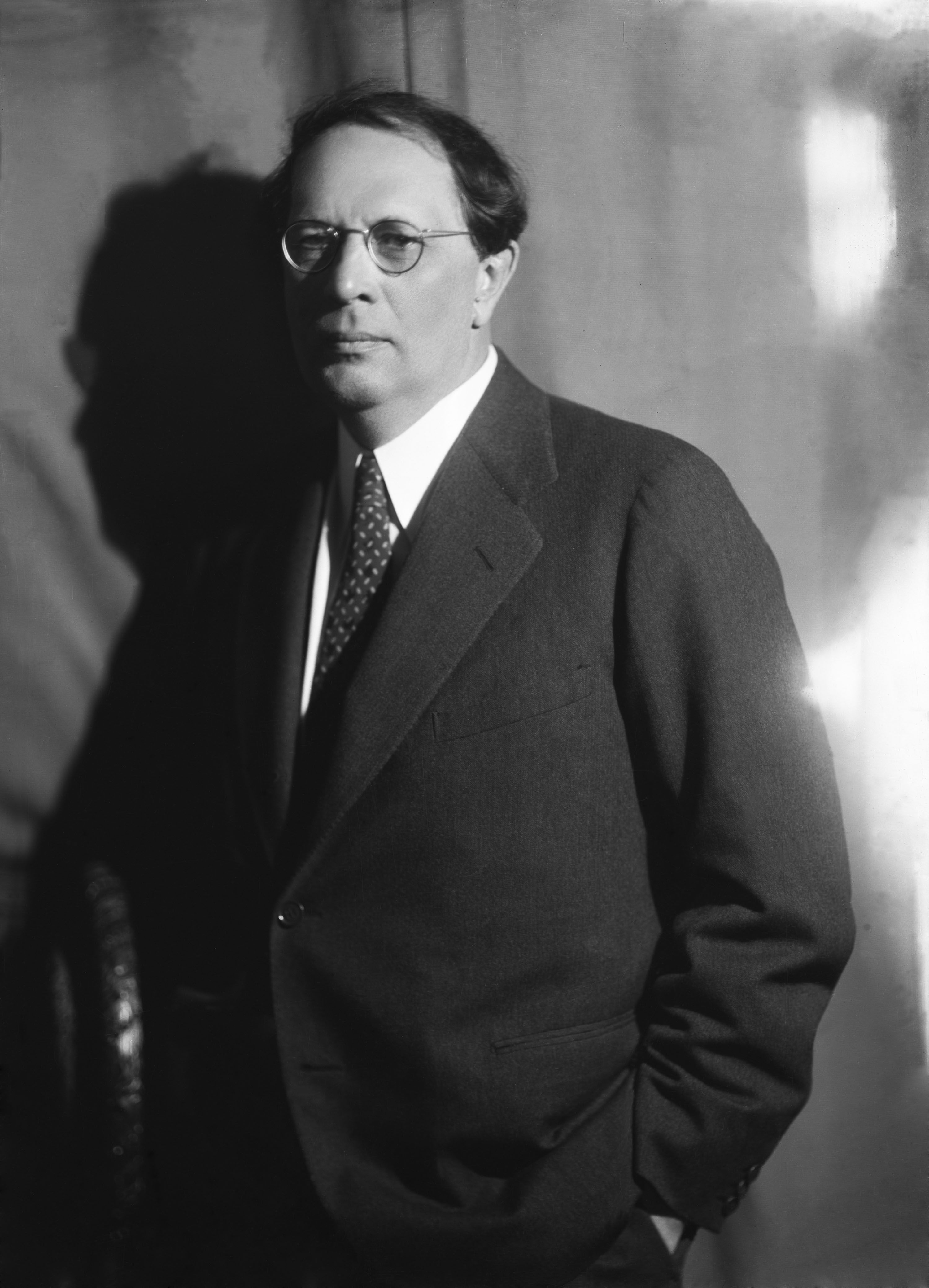
Alexei Nikolaevich Tolstói

José Américo de Almeida

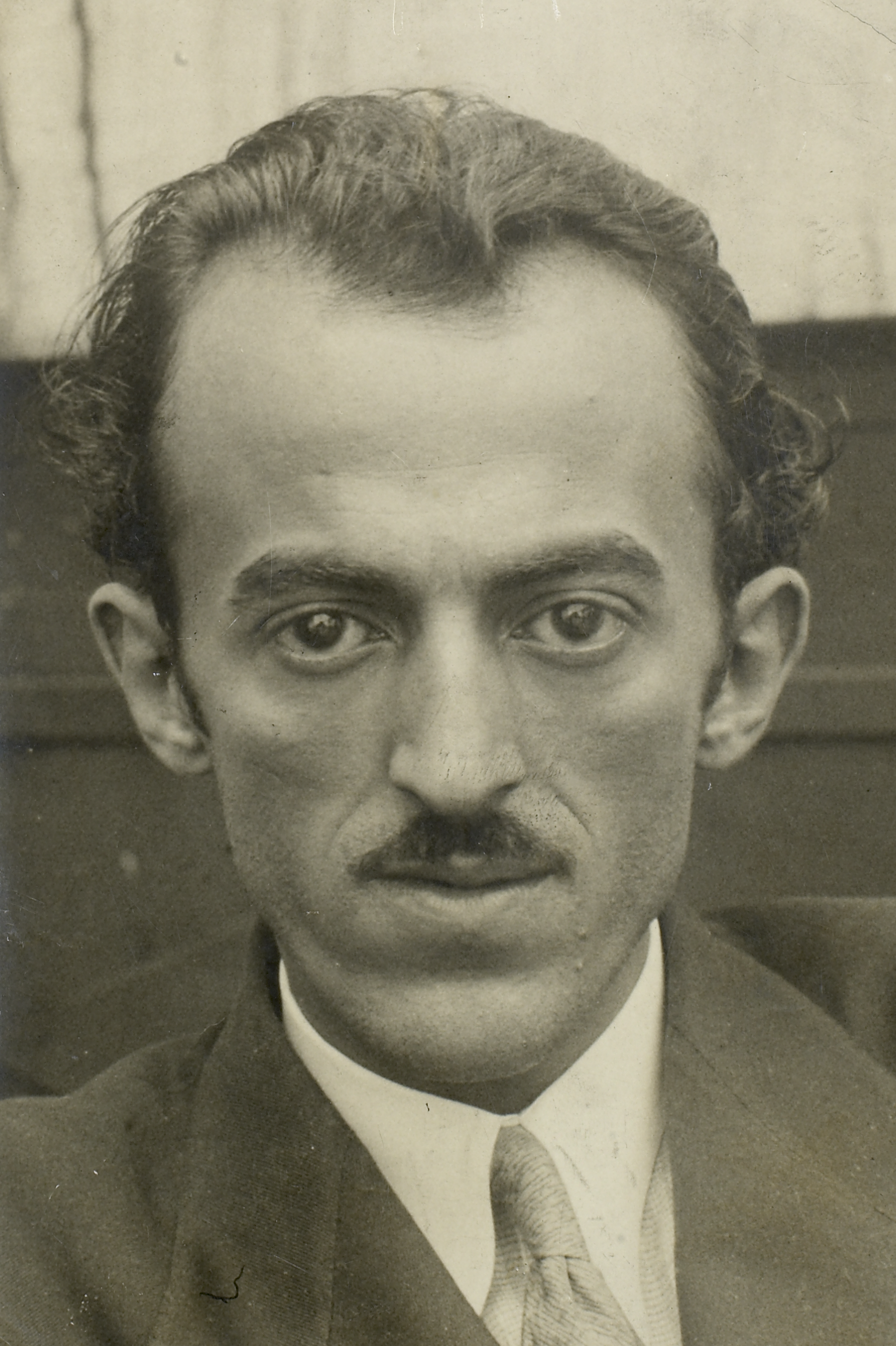
Lamartine Babo

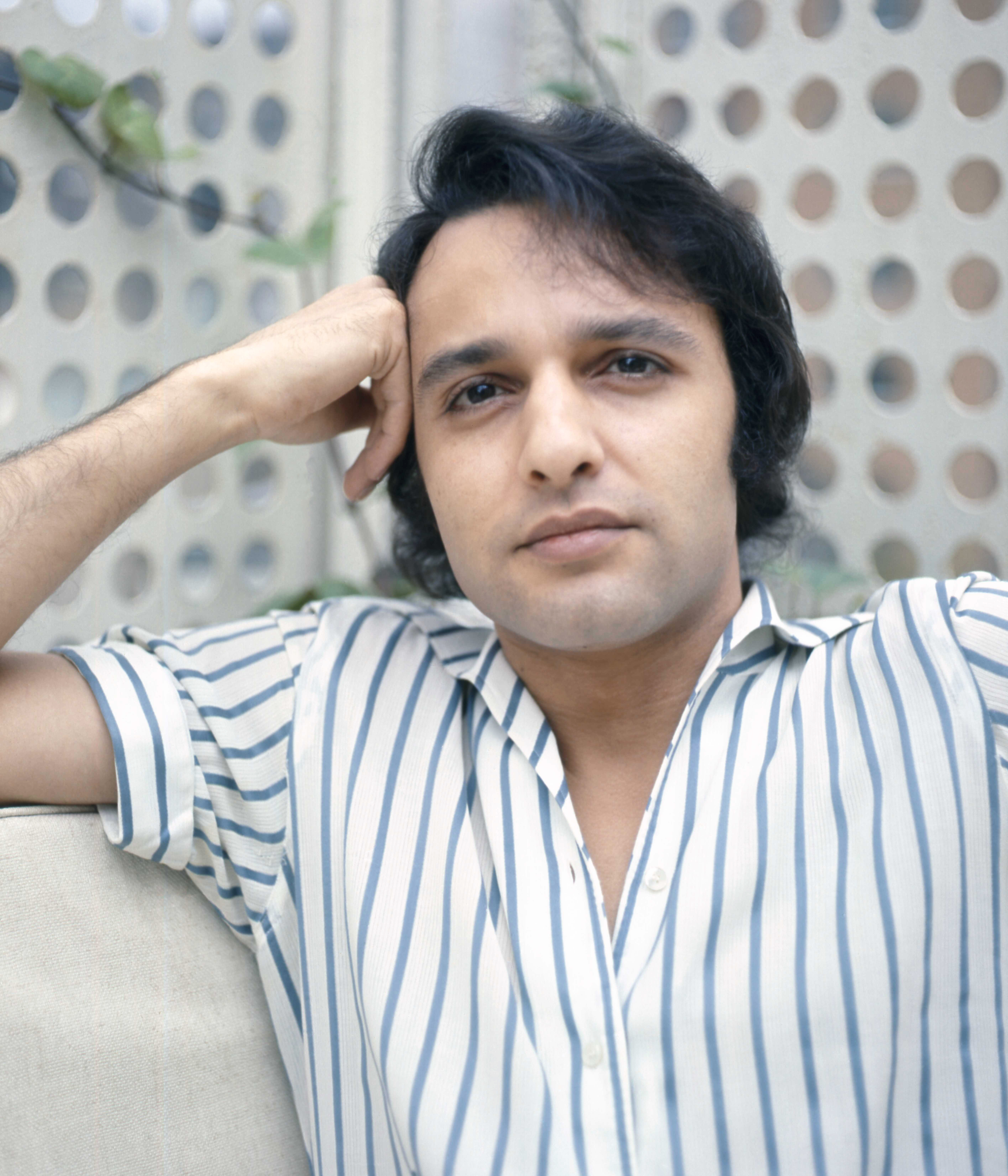
Sal Mineo

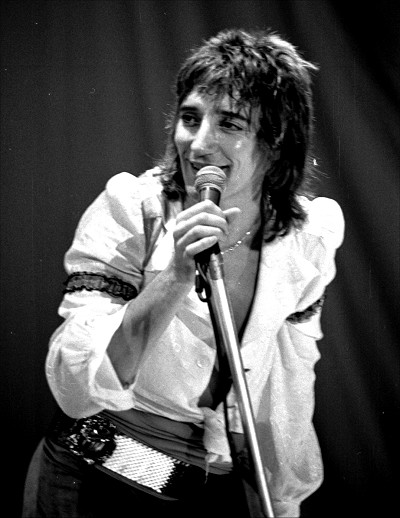
Rod Stewart

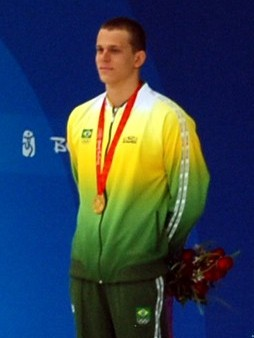
César Cielo

### Anteriores ao século XIX
- 0626 — Huceine ibne Ali, terceiro imã xiita (m. 680).
- 1480 — Margarida de Áustria, duquesa de Saboia (m. 1530).
- 1538 — Luís de Nassau, governador de Orange (m. 1574).
- 1644 — Louis François de Boufflers, general francês (m. 1711).
- 1650 — Sofia Amália de Nassau-Siegen, duquesa da Curlândia e Semigália (m. 1688).
- 1729 — Lazzaro Spallanzani, padre, biólogo e fisiologista italiano (m. 1799).
- 1745 — Isaac Titsingh, cirurgião, acadêmico e diplomata neerlandês (m. 1812).
- 1769 — Michel Ney, general francês (m. 1815).
- 1780 — Martin Lichtenstein, médico e explorador alemão (m. 1857).

### Século XIX
- 1804 — Oakes Ames, industrial e político estadunidense (m. 1873).
- 1808 — Abraham Mapu, escritor de etnia lituana (m. 1867).
- 1810 — Jeremiah S. Black, jurista e político estadunidense (m. 1883).
- 1829 — Epaminóndas Deligiórgis, advogado, jornalista e político grego (m. 1879).
- 1834 — John Dalberg-Acton, 1.º Barão Acton, historiador e político anglo-italiano (m. 1902).
- 1840 — Louis-Nazaire Bégin, cardeal canadense (m. 1925).
- 1843 — Frank James, soldado e criminoso estadunidense (m. 1915).
- 1848 — Reinhold Sadler, comerciante e político estadunidense (m. 1906).
- 1849 — Robert Crosbie, teosofista canadense (m. 1919).
- 1854 — Ramón Corral, general e político mexicano (m. 1912).
- 1859 — Francesc Ferrer, filósofo e acadêmico espanhol (m. 1909).
- 1864 — Pedro Nikolaevich da Rússia (m. 1931).
- 1865 — Alfredo Ferreira Lage, fotógrafo e jornalista brasileiro (m. 1944).
- 1873 — George Orton, corredor canadense (m. 1958).
- 1875 — Issai Schur, matemático e acadêmico alemão (m. 1941).
- 1877 — Frederick Gardner Cottrell, físico, químico, inventor e filantropo estadunidense (m. 1948).
- 1880 — Manuel Azaña Díaz, jurista e político espanhol (m. 1940).
- 1883
  - Francis X. Bushman, ator, diretor e roteirista estadunidense (m. 1966).
  - Aleksej Nikolaevič Tolstoj, jornalista, escritor e poeta russo (m. 1945).
  - Oscar Goerke, ciclista estadunidense (m. 1934).
- 1887
  - Robinson Jeffers, poeta e filósofo estadunidense (m. 1962).
  - José Américo de Almeida, político e escritor brasileiro (m. 1980).
- 1891 — Heinrich Behmann, matemático e acadêmico alemão (m. 1970).
- 1898 — Katharine Burr Blodgett, física e engenheira estadunidense (m. 1979).

### Século XX e XXI

#### 1901–1950
- 1901 — Henning von Tresckow, general alemão (m. 1944).
- 1903 — Barbara Hepworth, escultora britânica (m. 1975).
- 1904
  - Lamartine Babo, compositor brasileiro (m. 1963).
  - Ray Bolger, ator e dançarino estadunidense (m. 1987).
- 1907 — Gordon Kidd Teal, engenheiro e inventor estadunidense (m. 2003).
- 1908
  - Paul Henreid, ator e diretor ítalo-estadunidense (m. 1992).
  - Bernard Lee, ator britânico (m. 1981).
- 1909 — Dalcídio Jurandir, escritor brasileiro (m. 1979).
- 1910
  - Jean Martinon, maestro e compositor francês (m. 1976).
  - Bill Fiedler, futebolista estadunidense (m. 1985)
- 1912
  - Maria Mandel, militar austríaca (m. 1948).
  - Auguste Garrebeek, ciclista belga (m. 1973).
- 1913
  - Mehmet Shehu, militar e político albanês (m. 1981).
  - Gustáv Husák, político eslovaco (m. 1991).
  - Bahi Ladgham, político tunisiano (m. 1998).
- 1916
  - Clóvis Bornay, museólogo e carnavalesco brasileiro (m. 2005).
  - Sune Bergström, bioquímico e acadêmico sueco (m. 2004).
- 1918
  - Arthur Chung, advogado e político guianense (m. 2008).
  - Harry Merkel, automobilista alemão (m. 1995).
- 1920 — Roberto Marcelo Levingston, general e político argentino (m. 2015).
- 1921 — Rodger Ward, aviador, automobilista e comentarista esportivo estadunidense (m. 2004).
- 1922 — Aldo Ballarin, futebolista italiano (m. 1949).
- 1924
  - Earl Bakken, inventor estadunidense (m. 2018).
  - Eduardo Chillida, escultor espanhol (m. 2002).
- 1926 — Júlio Pomar, pintor português (m. 2018).
- 1927
  - Johnnie Ray, cantor, compositor e pianista estadunidense (m. 1990).
  - Otto Stich, advogado e político suíço (m. 2012).
- 1930 — Roy E. Disney, empresário estadunidense (m. 2009).
- 1931 — Nik Abdul Aziz Nik Mat, clérigo e político malaio (m. 2015).
- 1932 — João Filgueiras, arquiteto brasileiro (m. 2014).
- 1934 — Leonid Kravtchuk, político ucraniano (m. 2022).
- 1935
  - Ronnie Hawkins, cantor, compositor e músico estadunidense (m. 2022).
  - Sherrill Milnes,  barítono e educador estadunidense.
- 1936
  - Yevgeny Dzhugashvili, militar russo (m. 2016).
  - Walter Bodmer, geneticista e acadêmico anglo-alemão.
  - Robert Woodrow Wilson, físico e astrônomo estadunidense.
  - Stephen E. Ambrose, historiador e escritor estadunidense (m. 2002).
- 1938
  - Elza Ibrahimova, compositora azerbaijana (m.2012).
  - Donald Knuth, cientista da computação e matemático estadunidense.
  - Willie McCovey, jogador de beisebol estadunidense (m. 2018).
  - Josef Koudelka, fotógrafo tcheco.
- 1939
  - David Horowitz, ativista e escritor estadunidense.
  - Scott McKenzie, cantor, compositor e músico estadunidense (m. 2012).
  - Jorge Toro, futebolista chileno (m. 2024).
  - Sal Mineo, ator estadunidense (m. 1976).
- 1940 — John Grinder, linguista norte-americano.
- 1941 — Dieter Gieseler, ciclista alemão (m. 2008).
- 1942 — Walter Hill, realizador, produtor e argumentista de cinema estadunidense.
- 1943 — Jim Croce, cantor e compositor estadunidense (m. 1973).
- 1944
  - Jeffrey Catherine Jones, artista de quadrinhos e fantasia estadunidense (m. 2011).
  - Frank Sinatra Jr., ator, cantor e compositor estadunidense (m. 2016).
  - Rory Byrne, engenheiro automobilístico sul-africano.
- 1945
  - Rod Stewart, cantor e compositor britânico.
  - Gunther von Hagens, anatomista alemão.
- 1946 — Robert Gadocha, ex-futebolista polonês.
- 1947
  - Peer Steinbrück, político alemão.
  - Humberto Ortega, líder revolucionário, militar, político e escritor nicaraguense (m. 2024).
- 1948
  - Donald Fagen, cantor, compositor e músico estadunidense.
  - Bernard Thévenet, ex-ciclista e comentarista esportivo francês.
  - Marina Montini, modelo e atriz brasileira (m. 2006).
- 1949
  - Kemal Derviş, economista e político turco (m. 2023).
  - George Foreman, ex-boxeador e empresário estadunidense (m. 2025).
  - Linda Lovelace, atriz pornô e ativista estadunidense (m. 2002).
  - Bernardo Vilhena, compositor e escritor brasileiro.
  - Carlos Alhinho, futebolista e treinador de futebol português (m. 2008).
- 1950 — Winfried Schäfer, ex-futebolista e treinador de futebol alemão.

#### 1951–2000
- 1951 — Nicolas Philibert, ator e cineasta francês.
- 1952 — Lô Borges, cantor e compositor brasileiro.
- 1953
  - Bobby Rahal, ex-automobilista e dirigente automobilístico estadunidense.
  - Pat Benatar, cantora e compositora estadunidense.
  - Blanca Guerra, atriz mexicana.
  - Dennis Cooper, escritor estadunidense.
- 1955
  - Khoren Oganesyan, ex-futebolista armênio.
  - Michael Schenker, guitarrista e compositor alemão.
- 1956
  - Shawn Colvin, cantora, compositora e guitarrista estadunidense.
  - Antonio Muñoz Molina, escritor espanhol.
- 1958
  - Anatoli Pissarenko, ex-levantador e treinador de levantamento de peso ucraniano.
  - Eddie Cheever, ex-automobilista estadunidense.
- 1959
  - Chandra Cheeseborough, ex-velocista e treinadora de atletismo estadunidense.
  - Fran Walsh, roteirista e produtora de cinema neozelandesa.
  - Maurizio Sarri, treinador de futebol italiano.
- 1960
  - Gurinder Chadha, diretora, produtora e roteirista anglo-queniana.
  - Jay Russell, diretor, produtor de cinema e roteirista norte-americano.
  - Brian Cowen, advogado e político irlandês.
- 1961
- William Ayache, ex-futebolista francês.
- 1962 — Choi Soon-ho, ex-futebolista e treinador de futebol sul-coreano.
- 1963 — Kira Ivanova, patinadora artística russa (m. 2001).
- 1965
  - Zetti, ex-futebolista e treinador de futebol brasileiro.
  - Choi Dae-shik, futebolista e treinador de futebol sul-coreano (m. 2024).
- 1966 — Maria Angélica Gonçalves da Silva, ex-jogadora de basquete brasileira.
- 1969
  - Augusto Saldanha, surfista brasileiro.
  - Andreas Reinke, ex-futebolista alemão.
- 1970
  - Alisa Maric, ex-enxadrista e política sérvia.
  - Salgadinho, cantor e compositor brasileiro.
- 1971
  - Assis, ex-futebolista brasileiro.
  - Rudi Istenič, ex-futebolista esloveno.
  - Francisco Filho, ex-carateca brasileiro.
- 1973
  - Glenn Robinson, ex-jogador de basquete estadunidense.
  - Félix Trinidad, ex-boxeador porto-riquenho.
- 1974
  - Jemaine Clement, comediante, ator e músico neozelandês.
  - Steve Marlet, ex-futebolista e treinador de futebol francês.
  - Hrithik Roshan, ator indiano.
- 1976
  - Adam Kennedy, ex-jogador de beisebol estadunidense.
  - Flávia Muniz, cantora, compositora e escritora brasileira.
  - Marlon Pérez Arango, ex-ciclista colombiano.
- 1977 — Jorge Alberto Rojas, ex-futebolista venezuelano.
- 1978
  - Daniele Bracciali, ex-tenista italiano.
  - Facundo Hernán Quiroga, ex-futebolista argentino.
  - Michael Pienaar, ex-futebolista namibiano.
  - Tamina, lutadora profissional americana.
- 1979
  - Alessandro Nunes, ex-futebolista brasileiro.
  - Francesca Piccinini, jogadora de vôlei italiana.
  - Edu, ex-futebolista brasileiro.
- 1980
  - Nelson Cuevas, ex-futebolista paraguaio.
  - Fabinho, ex-futebolista brasileiro.
  - Sarah Shahi, atriz e modelo estadunidense.
- 1981 — Jared Kushner, empresário estadunidense.
- 1982 — Ana Layevska, atriz mexicana.
- 1984
  - Marouane Chamakh, ex-futebolista marroquino.
  - Kalki Koechlin, atriz indiana.
  - Nando Rafael, ex-futebolista angolano.
- 1986
  - Kirsten Flipkens, ex-tenista belga.
  - Nino Paraíba, futebolista brasileiro.
  - Kenneth Vermeer, futebolista neerlandês.
- 1987
  - César Cielo, ex-nadador brasileiro.
  - Felipe Azevedo, futebolista brasileiro.
  - Vicente Guaita, futebolista espanhol.
- 1988
  - Felipe Garcia, futebolista brasileiro.
  - Marvin Martin, futebolista francês.
- 1989
  - Emily Meade, atriz estadunidense.
  - Zuria Vega, atriz mexicana.
  - Wang Dalei, futebolista chinês.
  - Solji, cantora sul-coreana.
  - Jasmin Kurtić, futebolista esloveno.
- 1990
  - Mirko Bortolotti, automobilista italiano.
  - Renan Buiatti, jogador de vôlei brasileiro.
- 1991 — José Ricardo Figueroa, pentatleta cubano.
- 1992
  - Emmanuel Frimpong, ex-futebolista ganês.
  - Šime Vrsaljko, ex-futebolista croata.
  - Anderson Santamaría, futebolista peruano.
  - Lukas Pöstlberger, ciclista austríaco.
  - Christian Atsu, futebolista ganês (m. 2023).
- 1993 — Marcel Tisserand, futebolista congolês.
- 1994
  - Tim Payne, futebolista neozelandês.
  - Jonas Omlin, futebolista suíço.
- 1995 — Maes, rapper francês.
- 1996 — Larissa Crummer, futebolista australiana.
- 1998
  - Saturday Erimuya, futebolista nigeriano.
  - Michael Mmoh, tenista estadunidense.
  - Pedro Naressi, futebolista brasileiro.
- 1999
  - Mason Mount, futebolista britânico.
  - Youssouf Fofana, futebolista francês.
- 2000 — Reneé Rapp, atriz e cantora norte-americana.

### Século XXI
- 2002 — Pablo Maia, futebolista brasileiro.
- 2003 — Cesare Casadei, futebolista italiano.
- 2004 — Kaitlyn Maher, atriz e cantora estadunidense.
- 2006 — Angelina Jordan, cantora norueguesa.

## Mortes

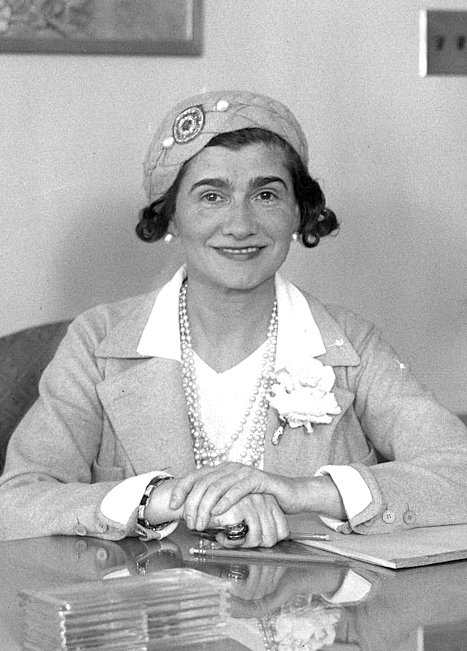
Coco Chanel

### Anteriores ao século XIX
- 0259 — Polieucto de Melitene, santo romano (n. ?).
- 0314 — Papa Melquíades (n. 270).
- 0681 — Papa Agatão (n. 620).
- 0976 — João I Tzimisces, imperador bizantino (n. 925).
- 1055 — Bretislau I, Duque da Boêmia (n. ?).
- 1094 — Almostancir do Cairo, califa egípcio (n. 1029).
- 1262 — Gonçalo de Amarante, eclesiástico português (n. 1187).
- 1276 — Papa Gregório X (n. 1210).
- 1645 — William Laud, arcebispo e acadêmico inglês (n. 1573).
- 1654 — Nicholas Culpeper, botânico, médico e astrólogo inglês (n. 1616).
- 1698 — Louis-Sébastien Le Nain de Tillemont, padre e historiador francês (n. 1637).
- 1754 — Edward Cave, editor britânico (n. 1691).
- 1765 — Adam Anderson, economista britânico (n. 1692).
- 1778 — Lineu, botânico e médico sueco (n. 1707).
- 1794 — Georg Forster, etnólogo e jornalista teuto-polonês (n. 1754).
- 1797 — Jemima Yorke, 2.ª Marquesa Grey (n. 1723).

### Século XIX
- 1824 — Vítor Emanuel I da Sardenha, duque da Sabóia e rei da Sardenha (n. 1759).
- 1828 — Nicolas-Louis François de Neufchâteau, poeta, acadêmico e político francês (n. 1750).
- 1833 — Adrien-Marie Legendre, matemático e teórico francês (n. 1752).
- 1840 — Isabel do Reino Unido (n. 1770).
- 1851 — Karl von Müffling, marechal-de-campo prussiano (n. 1775).
- 1862 — Samuel Colt, engenheiro e empresário estadunidense (n. 1814).
- 1863 — Lyman Beecher, pastor e ativista estadunidense (n. 1775).
- 1895 — Eli Whitney Blake Jr., químico, físico e acadêmico estadunidense (n. 1836).

### Século XX
- 1904 — Jean-Léon Gérôme, pintor e escultor francês (n. 1824).
- 1917 — Buffalo Bill, soldado e caçador estadunidense (n. 1846).
- 1935 — Edwin Flack, tenista e corredor australiano (n. 1873).
- 1939 — Santino Maria da Silva Coutinho, bispo católico brasileiro (n. 1868).
- 1941
  - Frank Bridge, músico e compositor britânico (n. 1879).
  - Issai Schur, matemático e acadêmico bielorrusso-alemão (n. 1875).
- 1949 — Erich von Drygalski, geógrafo e geofísico alemão (n. 1865).
- 1951
  - Sinclair Lewis, romancista, contista e dramaturgo estadunidense (n. 1885).
  - Yoshio Nishina, físico e acadêmico japonês (n. 1890).
- 1957 — Gabriela Mistral, poetisa e acadêmica chilena (n. 1889).
- 1961 — Dashiell Hammett, romancista e roteirista estadunidense (n. 1894).
- 1967 — Charles Ephraim Burchfield, pintor estadunidense (n. 1893).
- 1970 — Pavel Belyayev, aviador e astronauta russo (n. 1925).
- 1971 — Coco Chanel, estilista francesa (n. 1883).
- 1975 — Anna Petronella van Heerden, médica e sufragista africânder (n. 1887).
- 1976 — Howlin' Wolf cantor, compositor e músico estadunidense (n. 1910).
- 1981 — Richard Boone ator estadunidense (n. 1917).
- 1986 — Jaroslav Seifert, jornalista e poeta tcheco (n. 1901).
- 1992 — Roberto Bonomi, automobilista argentino (n. 1919).
- 1997 — Alexander Todd, bioquímico e acadêmico britânico (n. 1907).

### Século XXI
- 2001 — Bryan Gregory, músico estadunidense (n. 1954).
- 2003 — Marisa Gata Mansa, cantora brasileira (n. 1938).
- 2004
  - Dora del Hoyo, religiosa hispano-italiana (n. 1914).
  - Alexandra Ripley, escritora estadunidense (n. 1934).
- 2005 — Josefina Carlota da Bélgica (n. 1927).
- 2007 — Carlo Ponti, produtor de cinema italiano (n. 1912).
- 2008
  - Andrés Henestrosa, escritor, político e historiador mexicano (n. 1906).
  - Christopher Bowman, patinador artístico estadunidense (n. 1967).
  - Maila Nurmi, atriz, produtora e roteirista finlandesa-estadunidense (n. 1922).
- 2010
  - Mano Solo, cantor francês (n. 1963).
  - Moisés Saba, empresário mexicano (n. 1963).
- 2011 — Margaret Whiting, cantora estadunidense (n. 1963).
- 2012
  - Gevork Andreevich Vartanian, agente da inteligência russo (n. 1924).
  - Lila Kaye, atriz inglesa (n. 1929).
- 2013 — George Gruntz, pianista e compositor suíço (n. 1932).
- 2014 — Marly Marley, atriz e diretora de teatro brasileira (n. 1938).
- 2015
  - Junior Malanda, futebolista belga (n. 1994).
  - Taylor Negron, ator, dramaturgo e pintor estadunidense (n. 1957).
  - Francesco Rosi, roteirista e diretor de cinema italiano (n. 1922).
- 2016 — David Bowie, músico, ator e produtor musical britânico (n. 1947).
- 2017 — Clare Hollingworth, jornalista britânica (n. 1911).
- 2018 — Blaze Bernstein, estudante americano assassinado (n. 1998).
- 2020 — Qabus bin Said Al Said, governante de Omã (n. 1940).
- 2022
  - Batoré, ator, político e humorista brasileiro (n. 1960).
  - Robert Durst, herdeiro imobiliário e assassino condenado americano (n. 1943).
- 2023
  - Constantino II da Grécia (n. 1940).
  - George Pell, cardeal australiano (n. 1941).

## Feriados e eventos cíclicos

### Internacional
- Dia consagrado ao Bardo Geraint, personagem galês do século IX.

### Mitológicos
- Benin: Gozìn – Festa Anual de Agbê.

### Cristianismo
- Ana dos Anjos Monteagudo
- Gonçalo de Amarante
- Papa Agatão
- Papa Gregório X
- Papa Melquíades
- William Laud

## Outros calendários
- No calendário romano era o 4.º dia (IV) antes dos idos de janeiro.
- No calendário litúrgico tem a letra dominical C para o dia da semana.
- No calendário gregoriano a epacta do dia é xxi.